# Négyezet

Négyezetnek nevezik a bazilikális alaprajzú templomok hossz- és kereszthajóinak kereszteződésében kialakított teret, ahol a hosszház és a keresztház metszi egymást. A négyezet a hosszhajó és a kereszthajó többnyire azonos szélessége folytán rendszerint négyzet alaprajzú, a főhajó magasabb belmagassága miatt a belső tér többi boltozati részeinél (pl. szentélynél, kórusnál, mellékhajóknál) magasabb.

## A négyezeti tér és lefedése
Négyezeti térnek a bazilikális alaprajzú templomok hossz- és kereszthajóinak kereszteződésében kialakult teret nevezik. Általában a szentély (vagy kórus) és a hajóterek közt helyezkedik el. Elhelyezkedéséből adódóan a templombelső jelentős helye, ezt hangsúlyos építészeti kialakítással (ornamentikával, objektum-elhelyezéssel stb.) fejezik ki. A szentély felőli (általában íves) záródását diadalívnek, arcus triumphalisnak hívják.
Mivel a négyezet belül teljesen üres és oldalt is nyitott, a fölé emelet szerkezet teljes súlyát a sarkaiban álló oszlopok hordják. Ezekre az oszlopokra a függőleges nyomóerőn kívül sugárirányban kifelé mutató nyíróerő és az oszlopot kifelé döntő forgatónyomaték is hat. Ezek kezelésére a középkori építészeknek még nem voltak jó megoldásai, ezért a gótikus stílusú templomok négyezete fölé csak ritkán építettek kupolát vagy tornyot. Egyszerűbb esetekben ezt később is kereszt- vagy csillagboltozattal oldották meg. A főhajó függőleges tengelyében, a fő- és kereszthajó tetőgerincének metsződésén kiképezett kis torony a huszártorony.
Egyes esetekben — burgosi katedrális, sienai katedrális — sikerült a négyezet fölé tornyot vagy kupolát építeni, de sok kísérlet kudarcba fulladt; ezek az építmények beomlottak. Az ezzel járó problémákról szól William Golding: A torony című regénye
A reneszánsz építőmesterek tudása már megfelelő volt, és előszeretettel építettek kupolákat — a firenzei dóm kupolájának átmérője 43 m. A négyezetet gyakran nyolcszögletű kupolatérré tágították A 16. századtól a barokk templomok négyezetét jellemzően kupolával fedték.

## Főbb jellemzői
A kupola a jelentősebb templomépületekre jellemző; a bazilikális-kereszthajós templomokat gyakran a négyezet fölé épített nagy négyezeti tornyok ablakai világították meg.
A négyezeti tér kupolás fedésénél a négyezet és az általában nyolcszögletű vagy kör alakú kupolatér csatlakozásához gyakran átmeneti elemet (csegelyt) építettek be, esetleg további bővítménnyel (dob, tambura) kiegészítve. Ilyenkor a négyezeti teret az épület külsején kupola (torony) hangsúlyozza (pl. Compostela).

## Képek

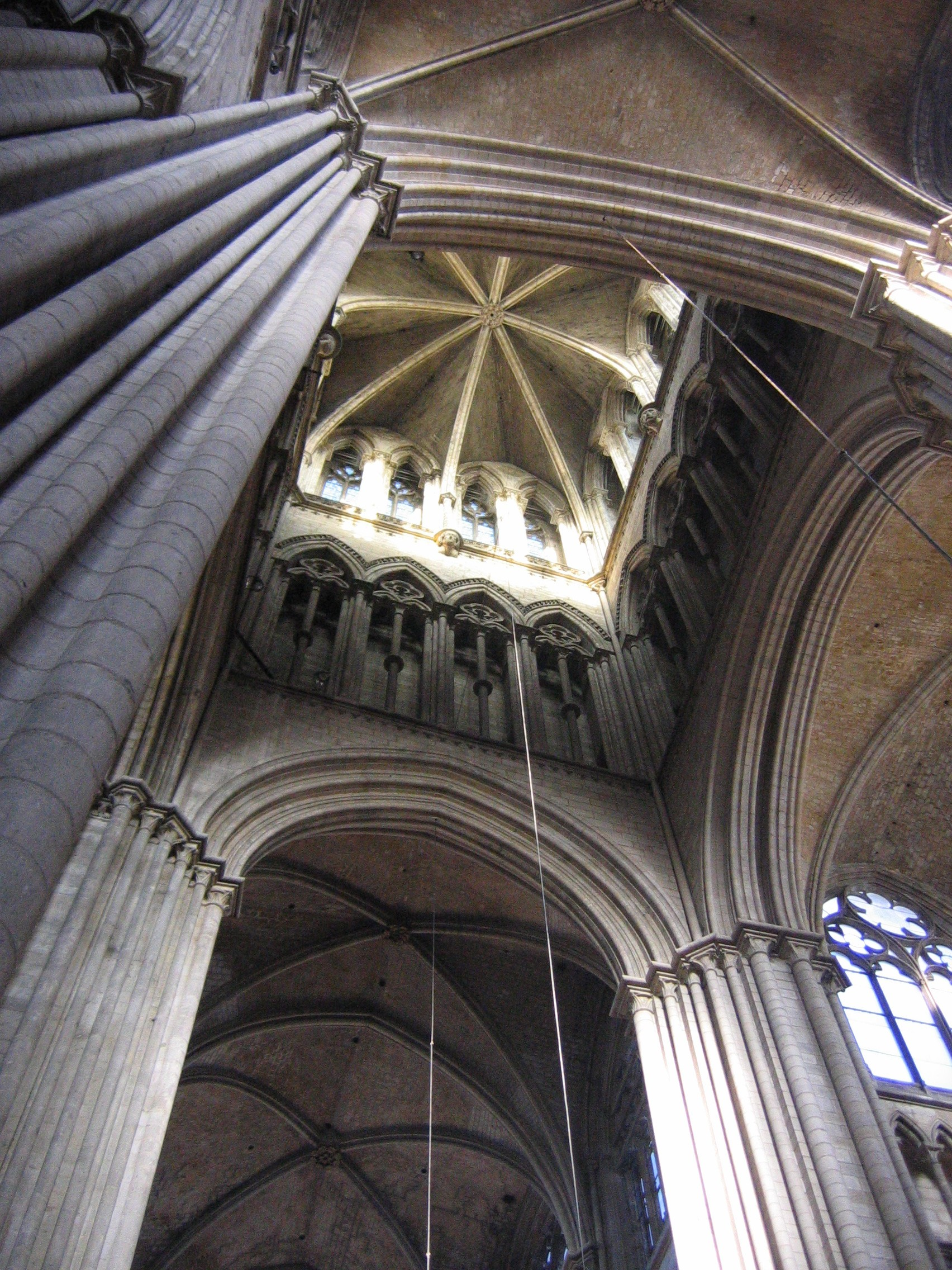
Négyezet világítóablakokkal, Rouen, székesegyház
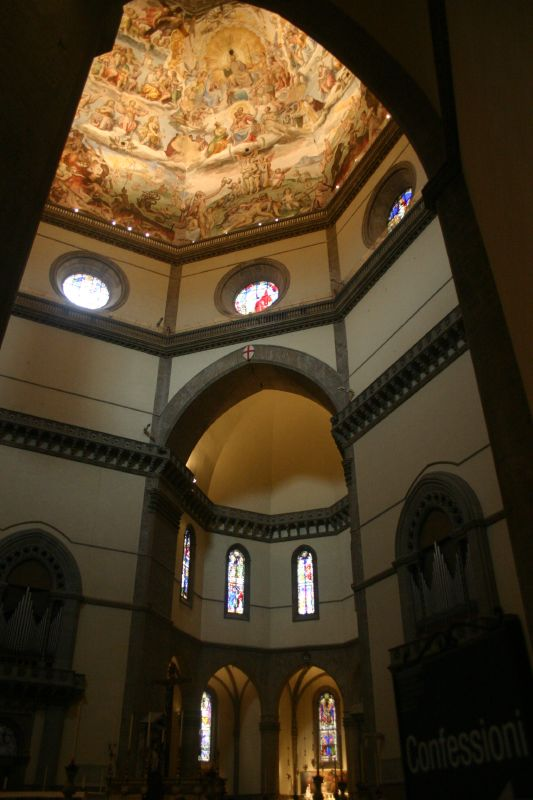
Négyezet kupolával, Santa Maria del Fiore, Firenze
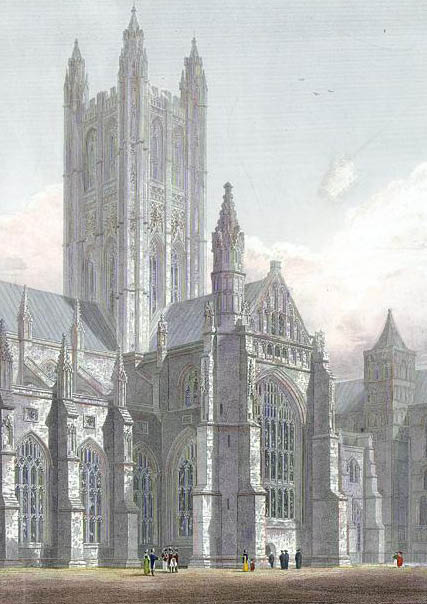
Négyezeti torony, canterburyi katedrális
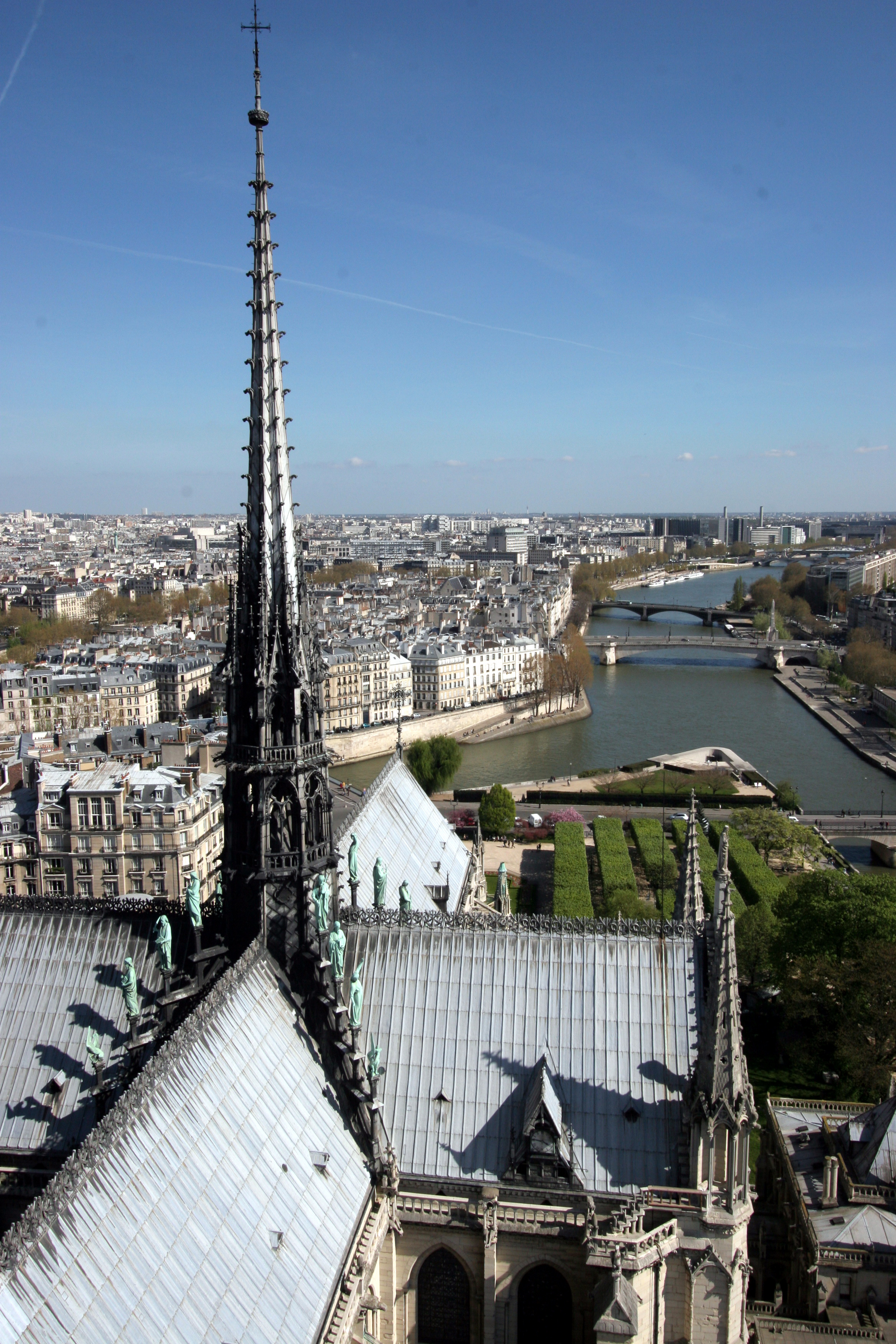
Huszártorony a négyezet felett, Notre-Dame, Párizs
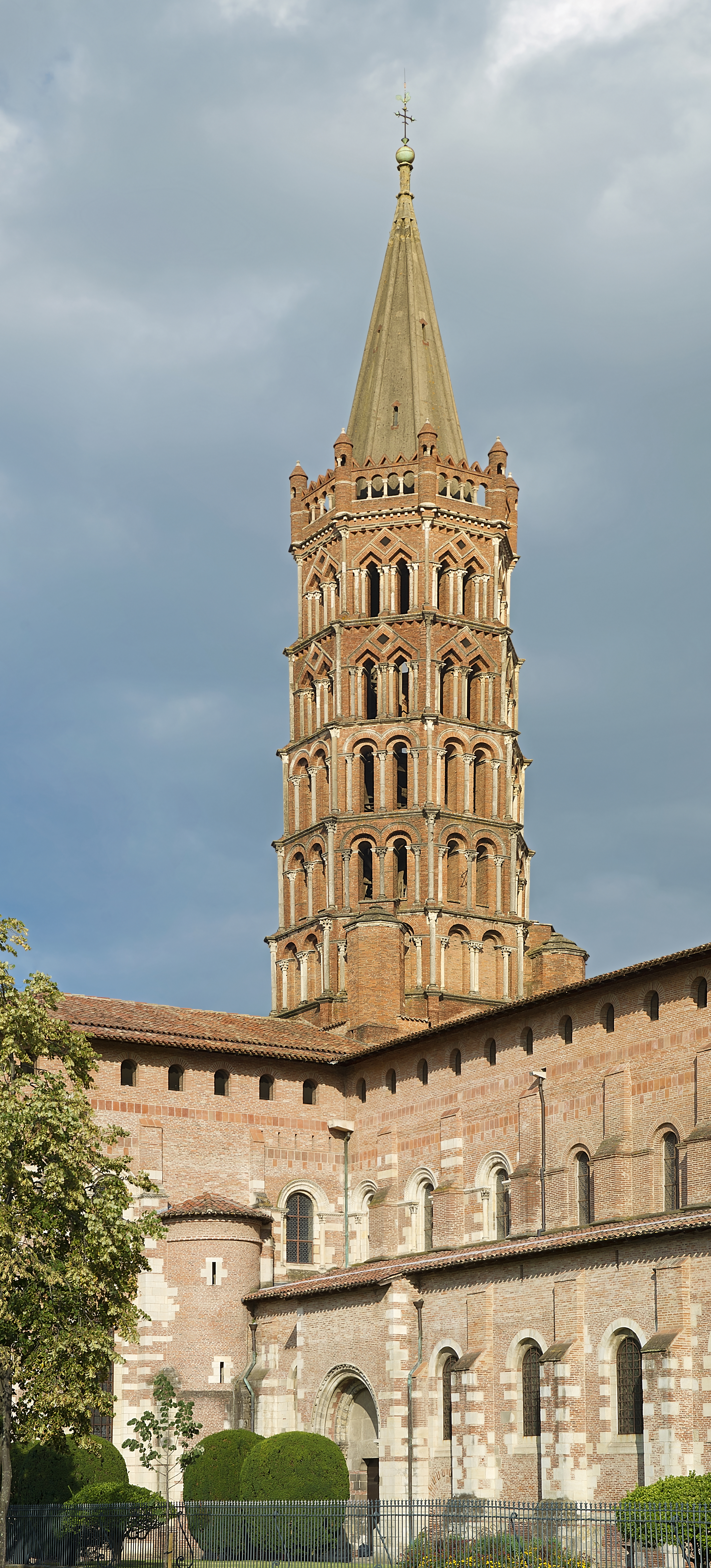
Négyezeti torony, Saint-Sernin-bazilika, Toulouse
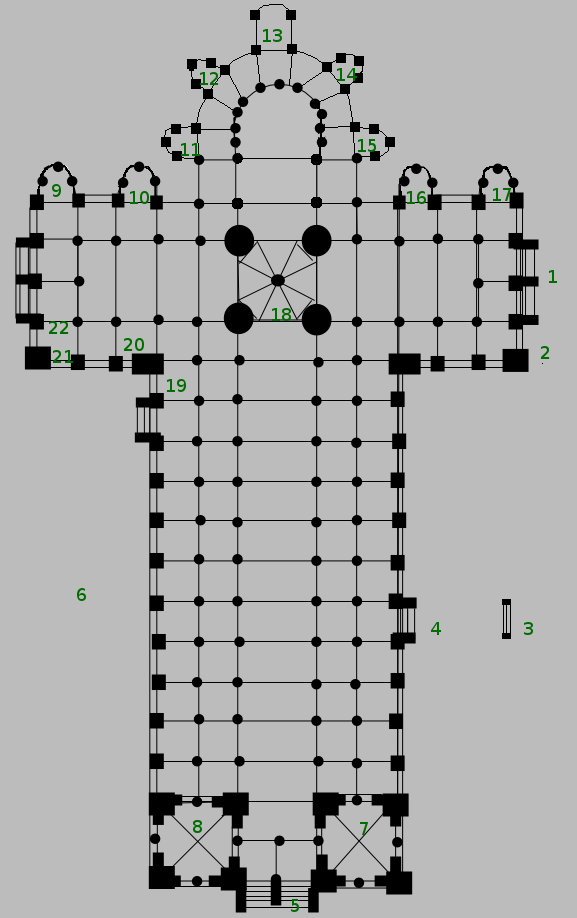
St-Sernin terve, láthatók a torony alátámasztását szolgáló megerősített pillérek
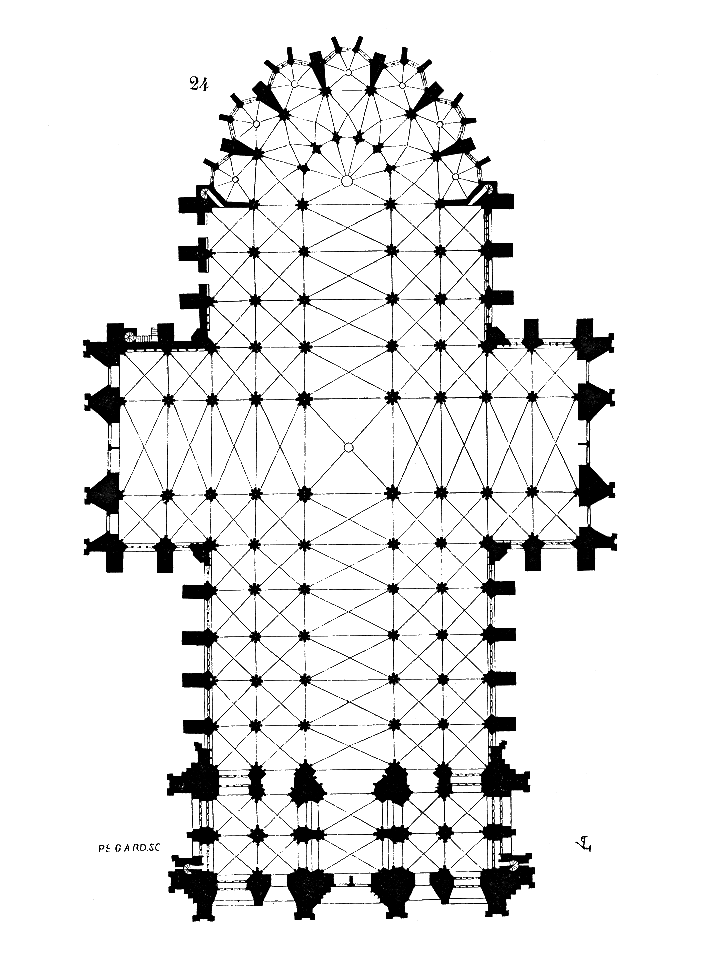
Kölni dóm alaprajza a négyezettel
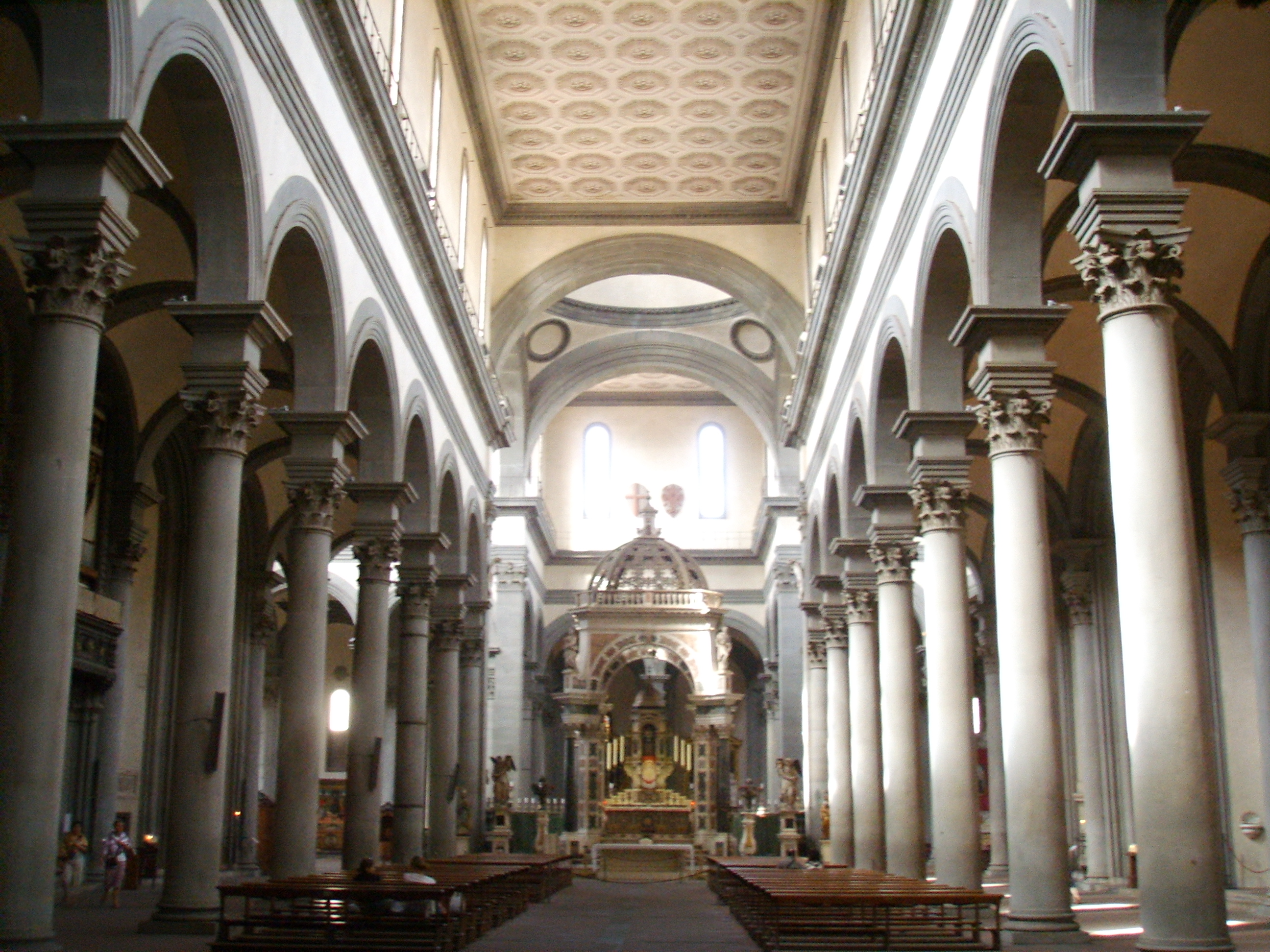
Firenze: Santo Spirito főhajó és négyezete
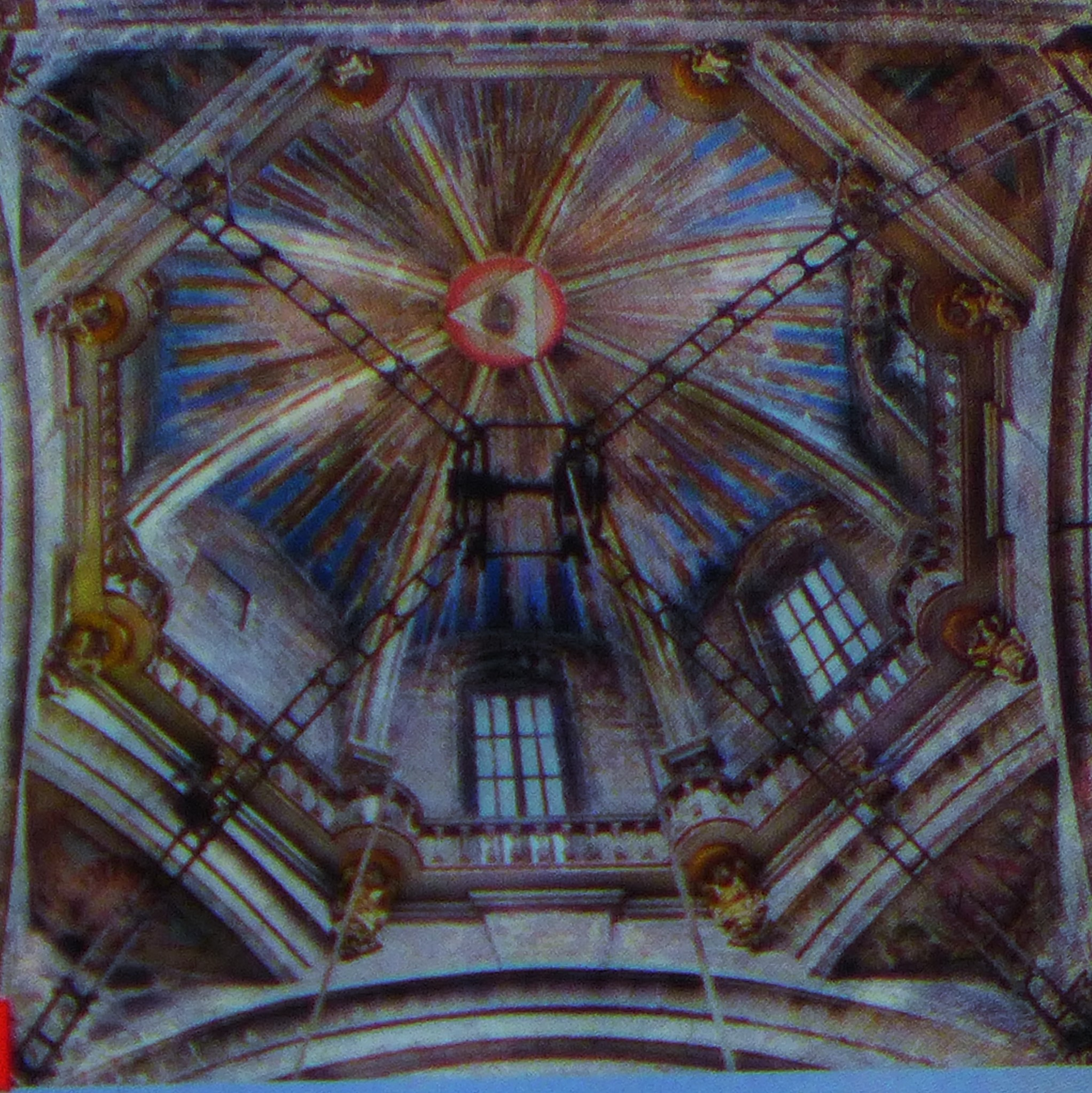
Compostela: katedrális négyezet-belső
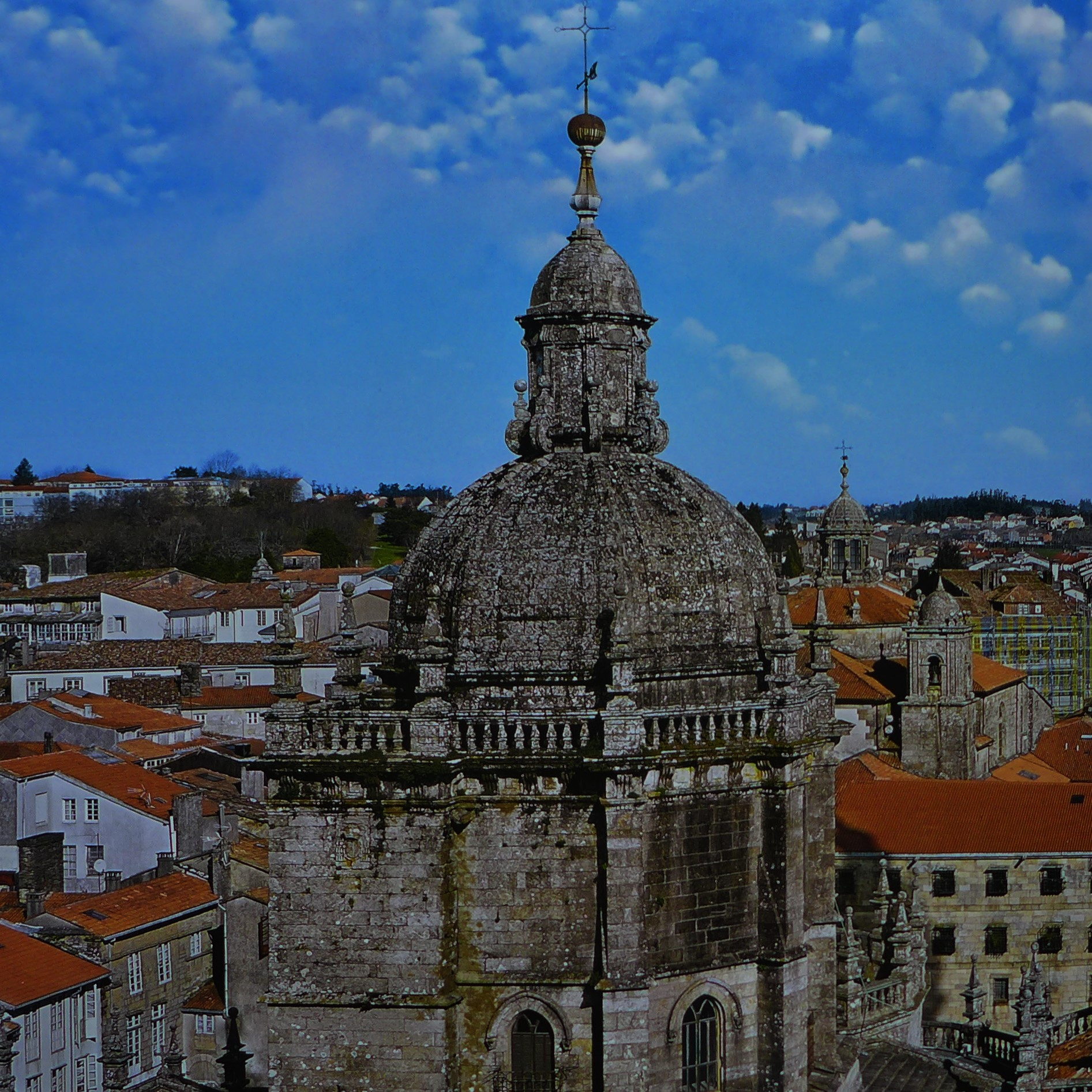
Compostela: katedrális négyezeti kupola

## Szakrális értelmezése
A négyezeti tér általában a szentély (vagy kórus) és a hajó- (ceremoniális és közösségi) terek közt helyezkedik el. Ezért elhelyezkedéséből adódóan a templombelsőnek rituális szempontból is jelentős (kiemelt) helye, ezt hangsúlyos építészeti kialakítással (ornamentikával, objektum odahelyezéssel stb.) fejezik ki. A szentély felőli (általában íves) záródását diadalívnek, arcus triumphalisnak hívják. A körülötte levő falfelületeket vallási tárgyú ábrázolások díszítik.